# 吉田恒昭
吉田 恒昭（よしだ つねあき、1946年 - ）は、日本の土木工学者。東京大学名誉教授。アジア・太平洋賞特別賞等受賞。

## 人物・経歴
栃木県生まれ。1962年渋谷区立鉢山中学校卒業。1965年東京都立駒場高等学校卒業。サッカー部出身。
1971年東北大学工学部土木工学科卒業、日本工営入社。1977年国際開発センター研究員。
1978年ロンドン大学ロンドン・スクール・オブ・エコノミクス大学院開発経済学専攻修士課程修了、M.Phil（経済学修士）。
1981年アジア開発銀行入行。1989年アジア開発銀行主任計画官。
1989年東京大学大学院工学系研究科教授。1992年博士（工学）。1998年アジア・太平洋賞特別賞受賞。1999年日本港湾協会論文賞受賞。
2000年拓殖大学国際開発学部教授。2002年国際協力事業団環境社会配慮ガイドライン委員。2003年国際協力機構社会基盤整備分野における開発援助の経験と展望に関するプロジェクト研究インフラ研究会委員。
2004年東京大学大学院新領域創成科学研究科教授。
2005年国際協力機構クロスボーダー交通インフラ対応可能性研究術アドバイザー。
2009年国際協力機構理事長表彰受賞。
2010年定年退職、東京大学名誉教授。退職後は、プレアヴィヒア寺院の南に強制移住された住民らが住む通称エコ村の支援活動に従事し、NPO法人アジアの誇り・プレアビヒア日本協会理事も務めた。